# NGC 950
NGC 950 est une galaxie spirale barrée située dans la constellation de la Baleine. NGC 950 a été découverte par l'astronome américain Ormond Stone en 1886.

## Caractéristiques
Sa vitesse par rapport au fond diffus cosmologique est de 4 465 ± 34 km/s, ce qui correspond à une distance de Hubble de 65,9 ± 4,6 Mpc (∼215 millions d'al).
La classe de luminosité de NGC 950 est II.

## Groupe de NGC 945
NGC 950 fait partie d'un groupe de galaxies d'au moins 7 membres, le groupe de NGC 945. Outre NGC 950 et NGC 945, les autres du groupe sont NGC 948, NGC 977, MCG -2-7-20, MCG -2-7-32 et MCG -2-7-33.